# Ballerina

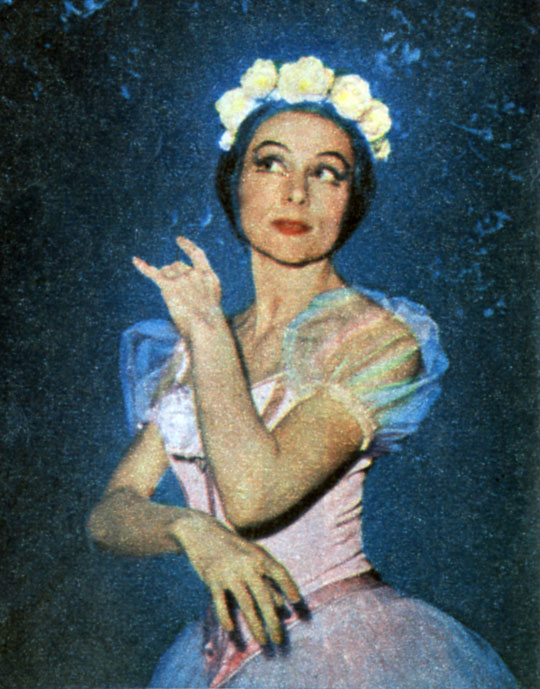
Yvette Chauviré nel 1957

Una ballerina è una danzatrice di una compagnia di balletto.
La parola ballerina viene usata in tutto il mondo per indicare una danzatrice del balletto, "Ballet" in Francese,un diminutivo di "Ballo", che deriva dal Latino "Ballo" , "Ballare", che a sua volta deriva dal Greco "βαλλίζω" (Ballizo), "per la danza, a saltare su".
In origine nell'Ottocento, il termine indicava uno specifico titolo conferito a una danzatrice solista di grande bravura dal Balletto Imperiale Russo. La gerarchia dei ruoli in una compagnia di balletto era la seguente (dal maggiore al minore):
1. Prima ballerina assoluta (del mondo)
2. Prima ballerina (del teatro)
3. Ballerina
4. Première danseuse
5. Solista
6. Corifea
7. Corps de ballet (componente del corpo di ballo)